# سان پیترو اینفینه
سان پیترو اینفینه (به ایتالیایی: San Pietro Infine) یک کومونه در ایتالیا است که در استان کسرتا واقع شده‌است.